# Hitchita (Oklahoma)
Hitchita es un pueblo ubicado en el condado de McIntosh en el estado estadounidense de Oklahoma. En el año 2010 tenía una población de 88 habitantes y una densidad poblacional de 293,33 personas por km².

## Geografía
Hitchita se encuentra ubicado en las coordenadas 35°31′10″N 95°45′09″O / 35.519501, -95.752410.

## Demografía
Según la Oficina del Censo en 2000 los ingresos medios por hogar en la localidad eran de $20,536 y los ingresos medios por familia eran $22,321. Los hombres tenían unos ingresos medios de $18,750 frente a los $12,500 para las mujeres. La renta per cápita para la localidad era de $11,695. Alrededor del 22.6% de la población estaban por debajo del umbral de pobreza.